# Speak Like a Child
Speak Like a Child («Говори, як дитина») — шостий альбом американського джазового піаніста Гербі Генкока, записаний та виданий Blue Note Records у 1968 році. Незвичним є аражування Генкока — мелодичну лінію виконує ансамбль із трьох духових інструментів — альтова флейта, бас-тромбон та Флюгельгорн. Критик Нат Хентофф описав альбом як «вражаючий подальший етап еволюції Хербі Хенкока як композитора та виконавця», що характеризується «особливою проникливістю, пошуковим ліризмом».

## Трек-лист
Side A:
1. «Riot» — 4:40
2. «Speak Like a Child» — 7:50
3. «First Trip» (Ron Carter) — 6:01

Side B:
1. «Toys» — 5:52
2. «Goodbye to Childhood» — 7:06
3. «The Sorcerer» — 5:36

## Виконавці
- Гербі Генкок — фортепіано
- Рон Картер — контрабас
- Міккі Рокер — барабани
- Джеррі Доджіон — альтова флейта (окрім № 3)
- Тад Джонс — Флюгельхорн (окрім № 3)
- Пітер Філліпс — басовий тромбон (окрім № 3)
- Фото обкладинки Девіда Байтвуда